# Барон Силкин
Барон Силкин из Далвича в графстве Лондон — наследственный титул в системе Пэрства Соединённого королевства. Он был создан 4 июля 1950 года для солиситора и политика-лейбориста Льюиса Силкина (1889—1972). Он заседал в Палате общин от Пекхэма (1936—1950) и занимал должность министра городского и сельского планирования Великобритании (1945—1950). Его старший сын, Артур Силкин, 2-й барон Силкин (1916—2001), и племянник последнего, Кристофер Льюис Силкин, 3-й барон Силкин (род. 1947), отрицали свои пэрские звания. Когда в 2002 году 3-й барон Силкин отказался признать своё пэрское звание, баронство Силкин стало первым пэрством, носители которого отрицали дважды своё звание.
Сэмюэл Силкин, барон Силкин из Далвича (1918—1988), и Джон Силкин (1923—1987), младшие сыновья 1-го барона Силкина, были также известными лейбористскими политиками. Лорд Силкин из Далуича был отцом Кристофера Силкина, 3-го барона Силкина, который отрицает своё пэрское звание. Сэмюэл Силкин заседал в Палате общин от Далвича (1964—1983), занимал пост генерального атторнея Англии и Уэльса (1974—1979) и генерального атторнея Северной Ирландии (1974—1979). В мае 1985 года он получил пожизненное пэрство в качестве барона Силкина из Далвича в Норт-Ли в графстве Оксфордшир. Джон Силкин заседал в Палате общин от Дептфорда (1963—1974) и Луишема Дептфорда (1974—1987), а также занимал посты казначея королевского двора (1966), парламентского секретаря казначейства (1966—1969), министра общественных работ (1969—1970), министра местного самоуправления и планирования (1974—1976) и министра сельского хозяйства, рыболовства и продовольствия (1976—1979).

## Бароны Силкин (1950)
- 1950—1972: Льюис Силкин, 1-й барон Силкин (14 ноября 1889 — 11 мая 1972)[1];
- 1972—2001: Артур Силкин, 2-й барон Силкин (20 октября 1916 — 25 ноября 2001), старший сын предыдущего. С 18 мая 1972 года отрицает своё пэрское звание[1];
- 2001 — настоящее время: Кристофер Льюис Силкин, 3-й барон Силкин (род. 12 сентября 1947), сын Сэмюэла Силкина, барона Силкина из Далвича, племянник предыдущего. С 4 апреля 2002 года отрицает своё пэрское звание[1];
  - Наследник титула: Рори Льюис Силкин (род. 1954), сын Джона Силкина (1923—1987), двоюродный брат Кристофера Силкина.